# (51828) Ilanramon
Ilanramon. Asteroide n.º 51828 de la serie (2001 OU39 ), descubierto en Monte Palomar (California) el 20 de julio de 2001 por Eleanor F. Helin, dentro del programa NEAT (Near-Earth Astroid Tracking Program).-
Nombrado en honor del israelí Ilan Ramon, especialista de carga en el transbordador espacial Columbia (denominación NASA: STS-107), destruido a su reentrada en la atmósfera el 1 de febrero de 2003.-